# Autostrada AP-6 (Hiszpania)
Autostrada AP-6 (hiszp. Autopista AP-6), także Autopista del Noroeste (Autostrada Północno-Zachodnia) – autostrada w Hiszpanii przebiegająca przez teren wspólnot autonomicznych Madryt i Kastylia i León.
Autostrada rozpoczyna się w Collado Villalba i kończy w Adanero, z punktem poboru opłat w km 47, w gminie Guadarrama. Autostrada jest częścią połączenia między Madrytem a A Coruña, a reszta trasy oznaczona jest jako droga ekspresowa A-6.
Koncesjonariuszem autostrady jest Castellana de Autopistas.